# Каконда
Каконда — місто та муніципалітет у провінції Уїла, Ангола. У 2014 році в муніципалітеті проживало 167 820 осіб.
Місто розташоване в регіоні Плано-Альто, приблизно за 280 км на північ від Лубанго, столиці провінції, і приблизно за 700 км на південь від Луанди, столиці країни. Муніципалітет був офіційно заснований 1857 року. Населення становить 167 820 осіб (перепис 2014 року).
У XIX столітті Каконда була найрозвиненішою частиною колоніальної території Португалії в Африці.
Каконда займає особливе місце в історії зоології, адже саме в цьому регіоні великий португальський натураліст і дослідник Жозе Алберту де Олівейра Аншіета (1833—1897) провів більшу частину своєї роботи. Він помер у 1897 році в Каконді, повертаючись з експедиції.
Регіон Каконда сильно постраждав від громадянської війни в Анголі. Це надзвичайно бідний район, де рівень недоїдання становить понад 20 %, а багато сімей живуть за рахунок домашнього господарства. Багато людей були вимушено переселені під час громадянської війни. Програма допомоги ООН і Всесвітня продовольча програма відіграли важливу роль у подоланні гуманітарної катастрофи.